# Iselingen
Iselingen er en hovedgård, der ligger i Vordingborg Landsogn, Baarse Herred, ved den nordlige bygrænse i Vordingborg. Grundlagt i 1774. Iselingens hovedbygning er opført i 1802
Reinhard Iselin var født i Schweiz. Han var i købmandslære i Køln og kom som 25-årig til København, hvor han fik ansættelse på handelsfirmaet M. Fabritius og J.F. Wevers kontor. På få år fik han arbejdet sig op til en selvstændig stilling og oprettede i 1749 handelshuset R. Iselin & Co.
I 1752 giftede Iselin sig med Anna Eliasbeth Fabritius de Tengnagel og fik i 1776 skødet på Vordingborg Slot og dets ladegård.
Han døde i 1781.
Iselingen Gods er på 420 hektar med Skovgaard og Kildevang

## Ejere af Iselingen
- (1774-1781) Reinhard Iselin
- (1781) Anna Elisabeth Fabritius de Tengnagel gift (1) Iselin (2) Classen
- (1781) Johan Frederik Classen
- (1781) Marie Margrethe Iselin gift Rantzau
- (1781-1793) Christian Frederik Ernst Rantzau
- (1793-1803) Marie Margrethe Iselin gift Rantzau
- (1803-1804) Jens Lind
- (1804) H.H.P. Reiersen
- (1804-1806) Peder Bech / Iver Qvistgaard / Hans Wassard / Just Michael Aagaard
- (1806-1819) Just Michael Aagaard
- (1819-1866) Holger Halling Aagaard
- (1866) Anna Mathea Holgersdatter Aagaard gift Hammerich
- (1866-1881) Martin Hammerich
- (1881-1912) Johannes Hammerich
- (1912-1918) Carl Moresco
- (1918-1923) Thomas Wessel
- (1923-1945) P. Lind
- (1945) Elly Lind gift Bille-Hansen
- (1945-1957) Ove Bille-Hansen
- (1957-1958) Elly Lind gift Bille-Hansen
- (1958-1997) Tove Ovesdatter Bille-Hansen gift Ahlefeldt-Laurvigen
- (1997-) Niels Otto Hansen

## Ekstern henvisning
- Iselingen Gods Arkiveret 31. januar 2004 hos  Wayback Machine

55°00′58″N 11°55′38″Ø / 55.01611°N 11.92722°Ø